# Dorfen
Dorfen è un comune tedesco di 14 052 abitanti, situato nel land della Baviera.